# ディオゴ・ゴウヴェイア
ディオゴ・ゴウヴェイア（Diogo Gouveia）こと、ディオゴ・ゴウヴェイア・ミランダ（Diogo Gouveia Miranda 、1995年1月25日 - ）は、ポルトガル・サンタ・マリア・ダ・フェイラ出身のプロサッカー選手。RDアゲダ所属。ポジションは、ミッドフィールダー。

## 来歴
2014年10月25日、プリメイラ・リーガのパソス・フェレイラ戦でプロデビューを果たした。